# Zacharias Wagenaer
 (février 2020).
Zacharias Wagenaer (aussi connu sous le nom de Wagener, Wagenaar ou Wagner), né le 10 mai 1614 à Dresde et mort le 12 octobre 1668 à Amsterdam, est un greffier, illustrateur, commerçant, membre de la Cour de justice, négociant pour la Compagnie néerlandaise des Indes orientales à Dejima et le seul gouverneur allemand de la colonie hollandaise du Cap. En 35 ans, il a voyagé sur quatre continents.

## Biographie
Zacharias est le fils d'un juge saxon et d'un peintre. En 1633, il voyage de Dresde via Hambourg à Amsterdam, où il travaille pour Willem Blaeu. 
Un an plus tard, il s'enrôle comme soldat dans les forces armées de la Compagnie des Indes néerlandaises pour servir en "Nouvelle Hollande" (Brésil hollandais) en 1634. 
Trois ans plus tard, il est engagé comme écrivain par le nouveau gouverneur de la colonie, le comte John Maurice, prince de Nassau-Siegen. À Recife (Pernambouc, Brésil), il tient une sorte de journal intime avec 109 dessins aquarellés de poissons curieux, d'oiseaux étranges, d'animaux utiles et nuisibles, de beaux fruits savoureux, de vers vénéneux, publiés sous le titre "Thier-Buch". On y trouve des représentations de requin marteau, de poissons sabres, de poisson-lime élancé, de serranidés et de cirripèdes. 
En 1641, il quitte le Brésil hollandais et revient à Dresde. Quatre mois, de retour aux Pays-Bas, il prend un emploi au sein de la Compagnie néerlandaise des Indes orientales.
En 1642, il navigue pour les Indes en tant qu'aspirant. L'année suivante, il devient assistant des gouverneurs Antonie van Diemen et Cornelis van der Lijn. En 1646, il devient sous-commerçant et commerçant en 1651. Trois fois, il est membre de la Cour de justice de Batavia. En 1653, il se rend en mission à Canton en Chine, afin de rétablir les relations commerciales, qui s'avèrent infructueuses, en raison d'une guerre civile après la chute de la dynastie des Ming.

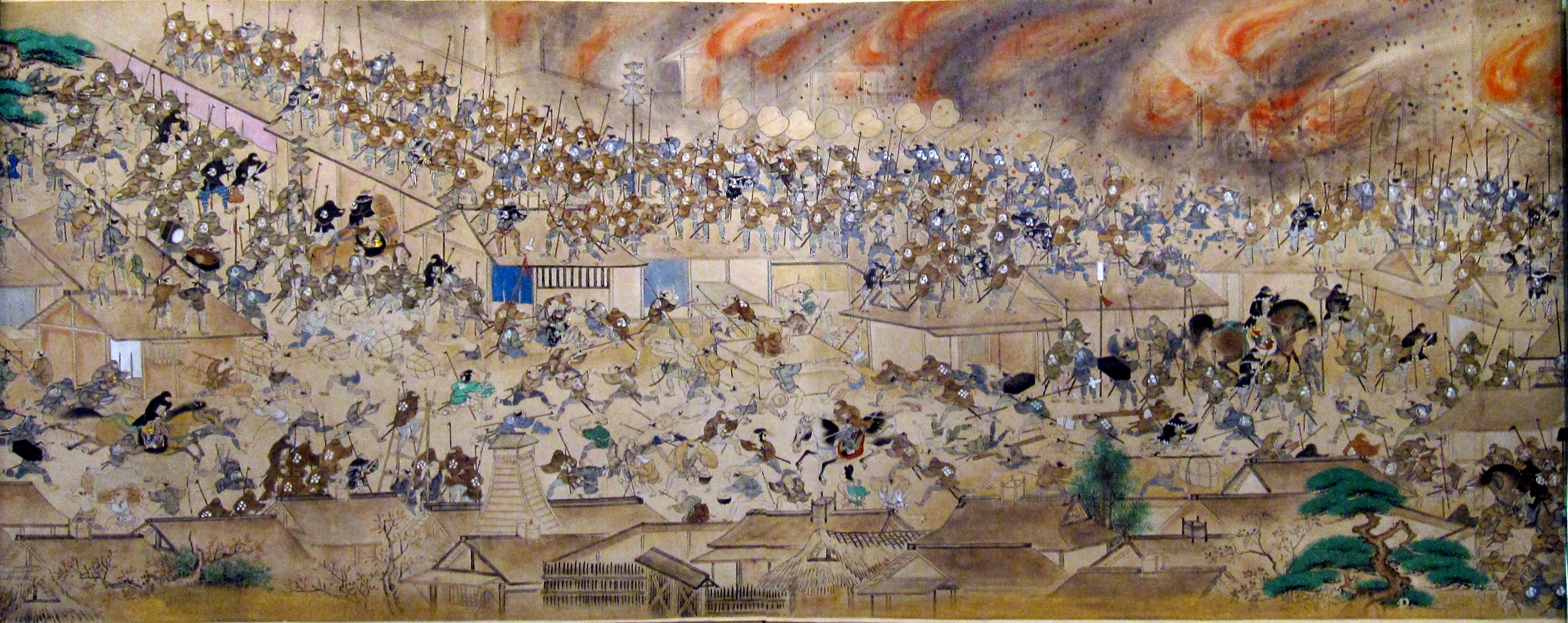
Le Grand Incendie de Meireki qui a duré trois jours et a pu provoquer la mort de 100 000 personnes. Avec les efforts de reconstruction de deux ans, le shogunat a l'occasion de réorganiser la ville en fonction de diverses considérations d'ordre pratique.

En 1657, il accède au rang d'"opperhoofd" (haut fonctionnaire) de la Compagnie hollandaise des Indes orientales (COV) sur la petite île de la baie de Nagasaki, dans l'île japonaise de Kyushu, Dejima. Il se rend à la capitale Edo dans une mission nombreuse, et parvient à s'échappa de la ville en flammes depuis le 2 mars 1657. 
En 1659, en tant que l'un des premiers "opperhoofden", il commande un service de table, composé de 200 pièces. Wagener réalise le design de cette porcelaine japonaise, selon le goût européen blanc et bleu, avec de nombreuses fleurs,
En 1660, Wagner est impliqué dans les négociations de paix avec le sultan de Makassar, dont le port compte alors environ 2 000 commerçants portugais et menace depuis des années le commerce d'épices hollandais sur les Moluques. L'année suivante, il est chef des travaux publics à Batavia. 
En 1662, il se rend au Cap de Bonne Espérance avec sa famille, cinq esclaves et deux chevaux, à la suite de Jan van Riebeeck nommé gouverneur le 6 mai.
En décembre 1663, il demande à Batavia de lui envoyer de la poterie de Perse. Il négocie avec les Hottentots au sujet du bétail pour la compagnie. En s'abstenant de participer à d'autres expéditions, Wagener pourrait poursuivre sa politique de ne pas s'ingérer dans les conflits tribaux et de rester strictement neutre. Après cinq ans d'études, l'étudiant allemand Georg Friedrich Wreede écrit un recueil de la langue néerlandaise et hottentot. Wagener le nomme à Maurice[Lequel ?].
Wagener est l'une des cinq personnes qui ont posé les fondations du Château de Bonne-Espérance, début août 1665. Il construit un bassin d'eau, approvisionnant les navires en eau douce, un hôpital, une école et une église. 
En 1666, son épouse Anna Auxbrebis, épousée en 1648, meurt. Le 27 septembre 1666, il démissionne et revient à Batavia avec sa belle-fille. Il vend ses esclaves bengalis. Avec des cadeaux, il rend visite au susuhunan de Mataram, qui refuse d'échanger avec les COV (?). Sa connaissance du malais ou du javanais n'étant pas très bonne, la mission s'avère infructueuse. Wagener visite ensuite Japara. L'année suivante, il rentre à Amsterdam en tant que vice-amiral[De quoi ?], et en mauvaise santé. 
Il est enterré le 16 octobre 1668 dans la vieille église d'Amsterdam.
Un extrait allemand de son journal intime a été traduit en anglais et publié en 1704 et en 1732

### Dates commeOpperhoofd
Wagner a servi deux mandats en tant que opperhoofd en alternance avec Joan Boucheljon :
- Joan Bouchelion: 23.10.1655 - 1.11.1656
- Zacharias Wagenaer [Wagener]: 1.11.1656 - 27.10.1657
- Joan Bouchelion: 27.10.1657 - 23.10.1658
- Zacharias Wagenaer [Wagener]: 22.10.1658 - 4.11.1659
- Joan Bouchelion: 4.11.1659 - 26.10.1660

## Œuvre
- Thier Buch / darinnen / viel unterschiedlicher Arter der Fische vögel vierfüssigen Thiere Gewürm, Erd= und / Baumfrüchte, donc hin undt wieder dans Brasilischen bezirck, und gebiethe, Der Westindischen Com / pagnie zu schauwen undt anzutreffen und daher dans den Teutschen landen fremde und unbekant / Alles selbst [...] bezeiget / / Brasilien / Unter hochlöblicher Regierung des hochgebornen / Herren Johand Moritz Graffen von Nassau / Gubernator le capitaine, et l'Amiral Général / von / Zacharias Wagenern / von Dresde.  (Kupferstichkabinett, Dresde)

## Galerie

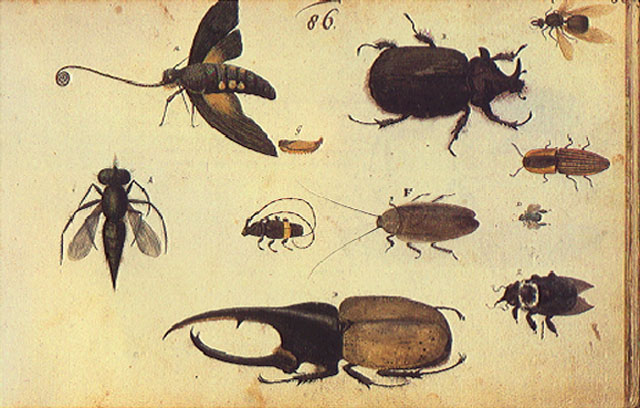
Les Insectes, Kupferstich-Kabinett (Dresde)
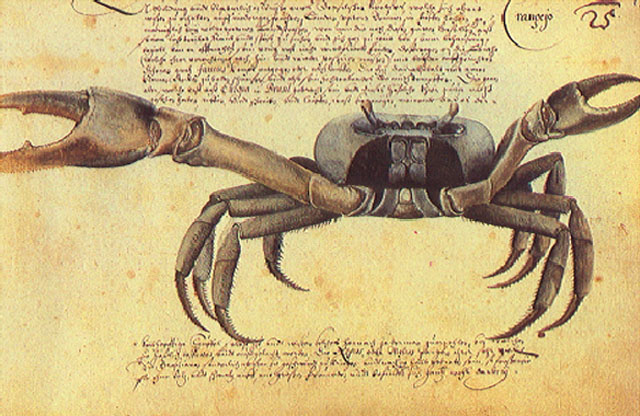
Caranguejo (crabe)
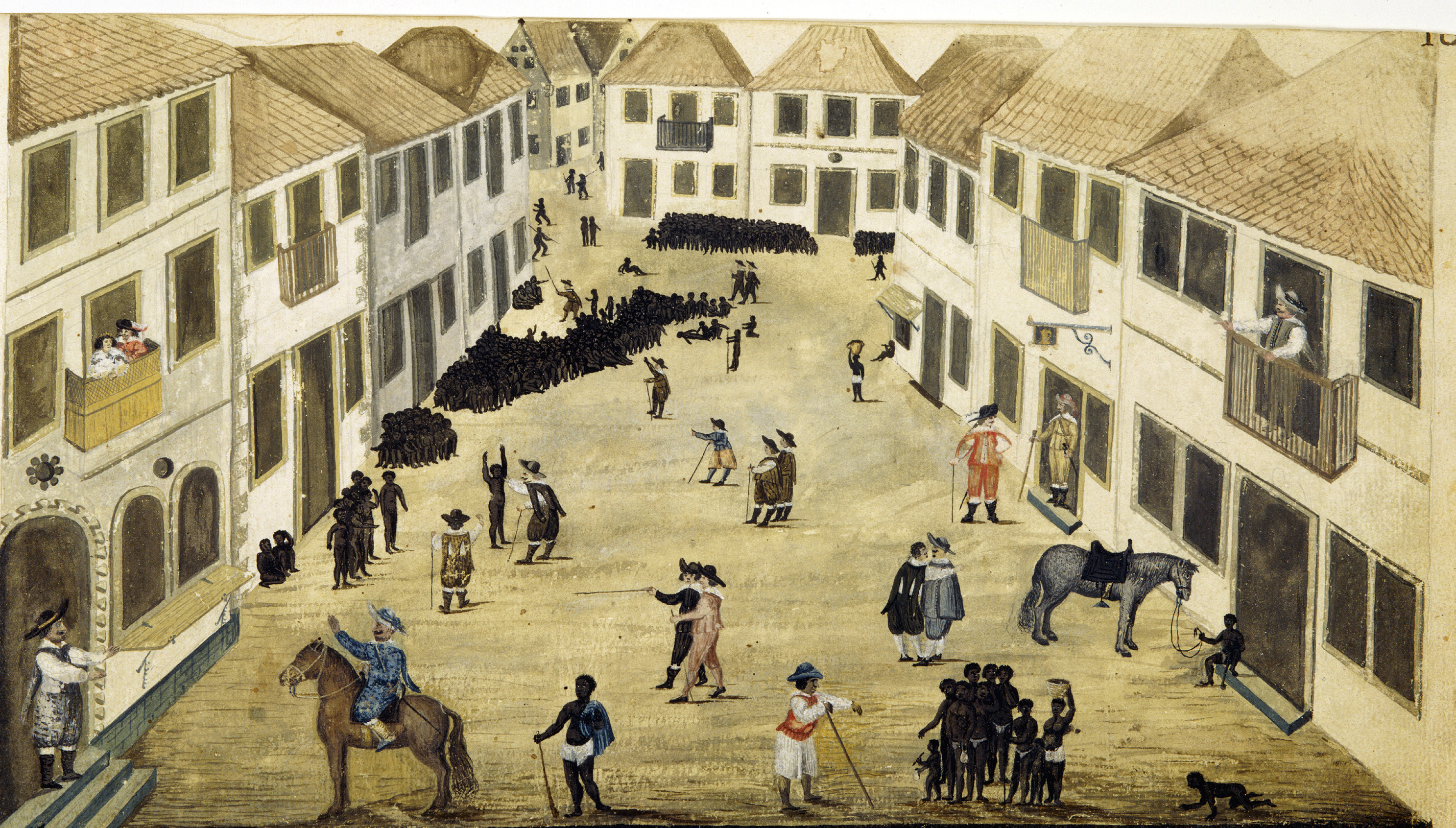
Marché aux esclaves de Recife
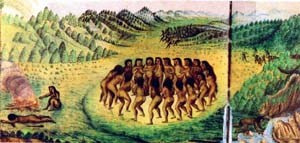
Danse des Tarairiús (pt)
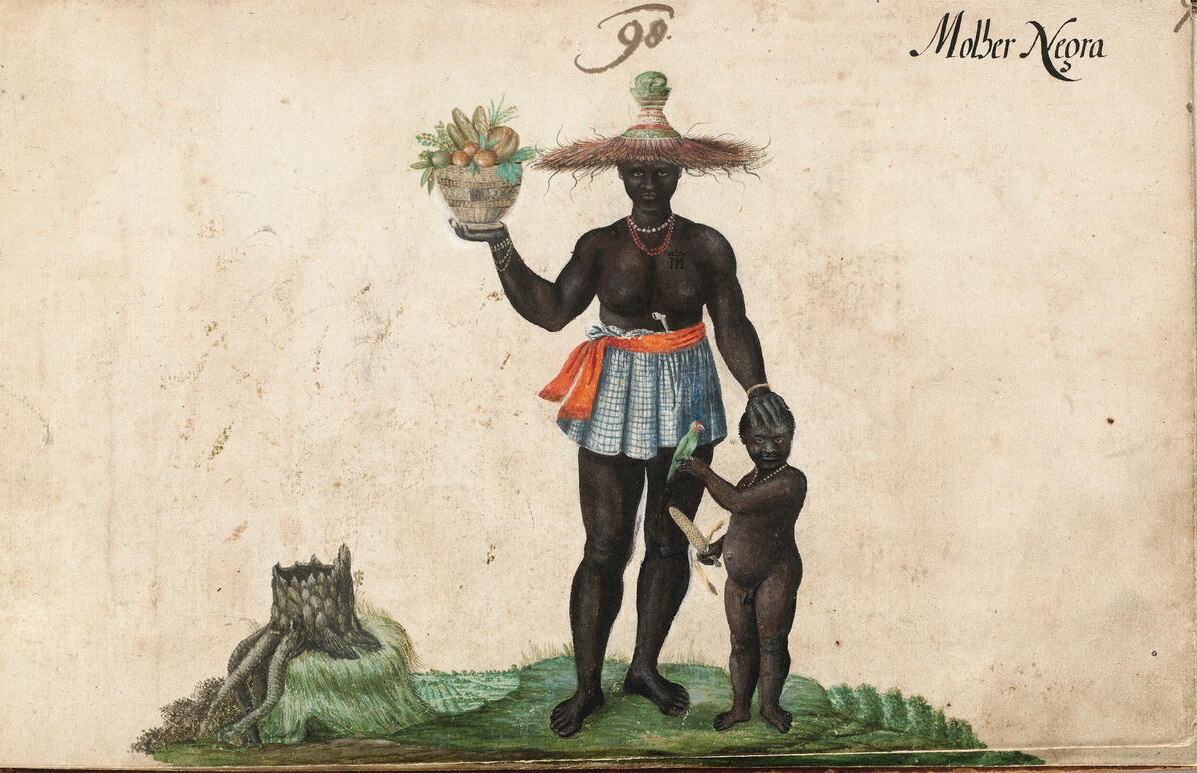
Jeune femme noire
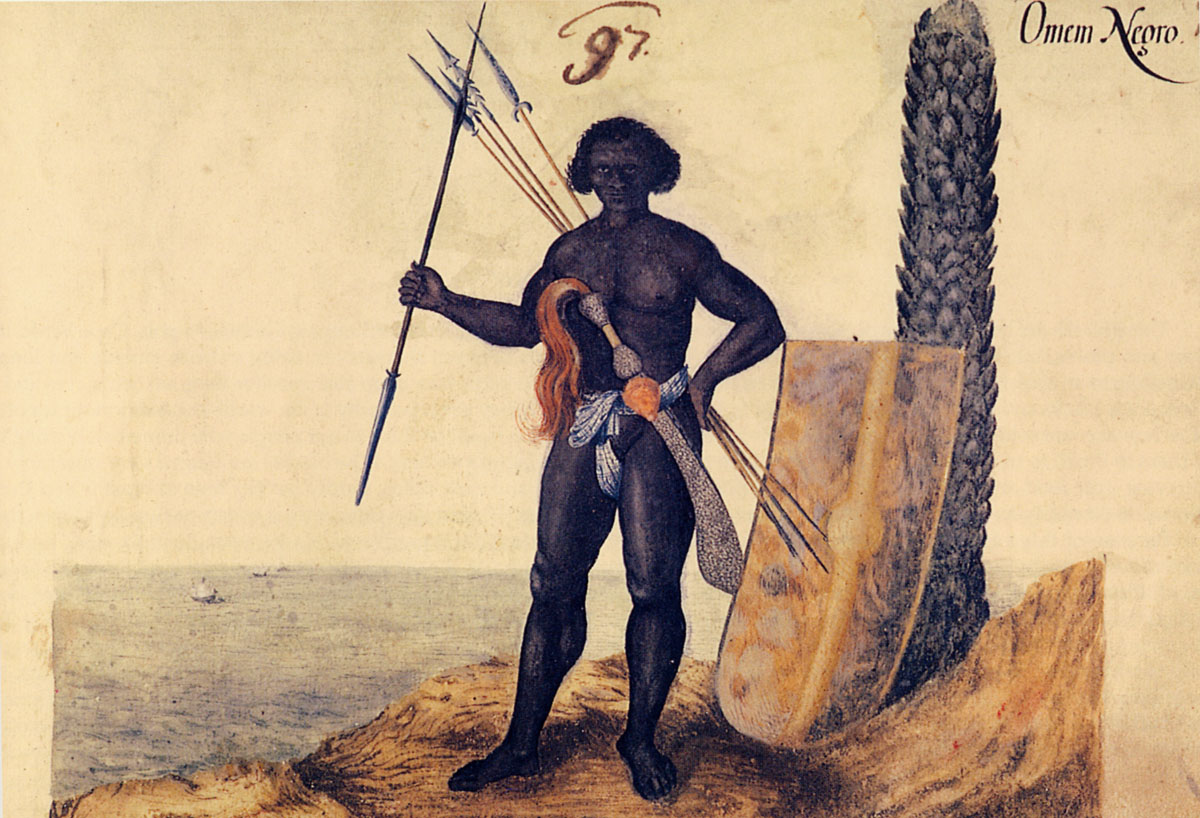
Africain brésilien armé
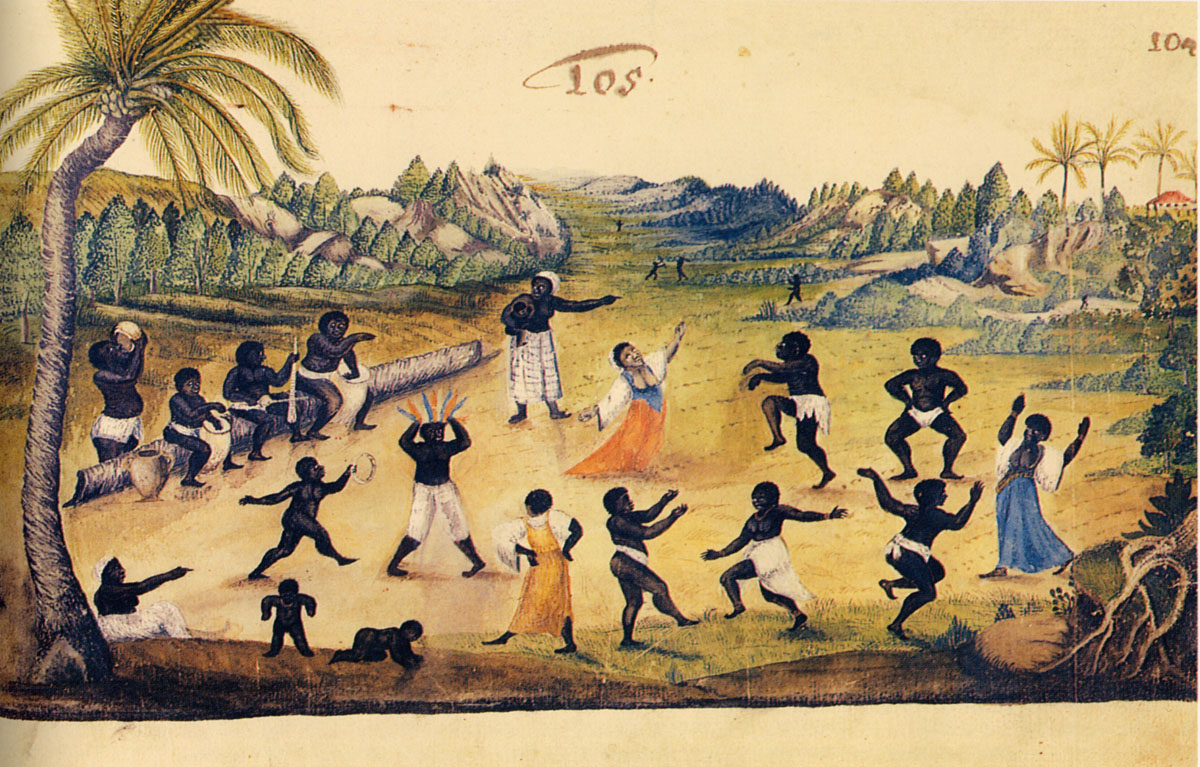
Cérémonie dansée de divination
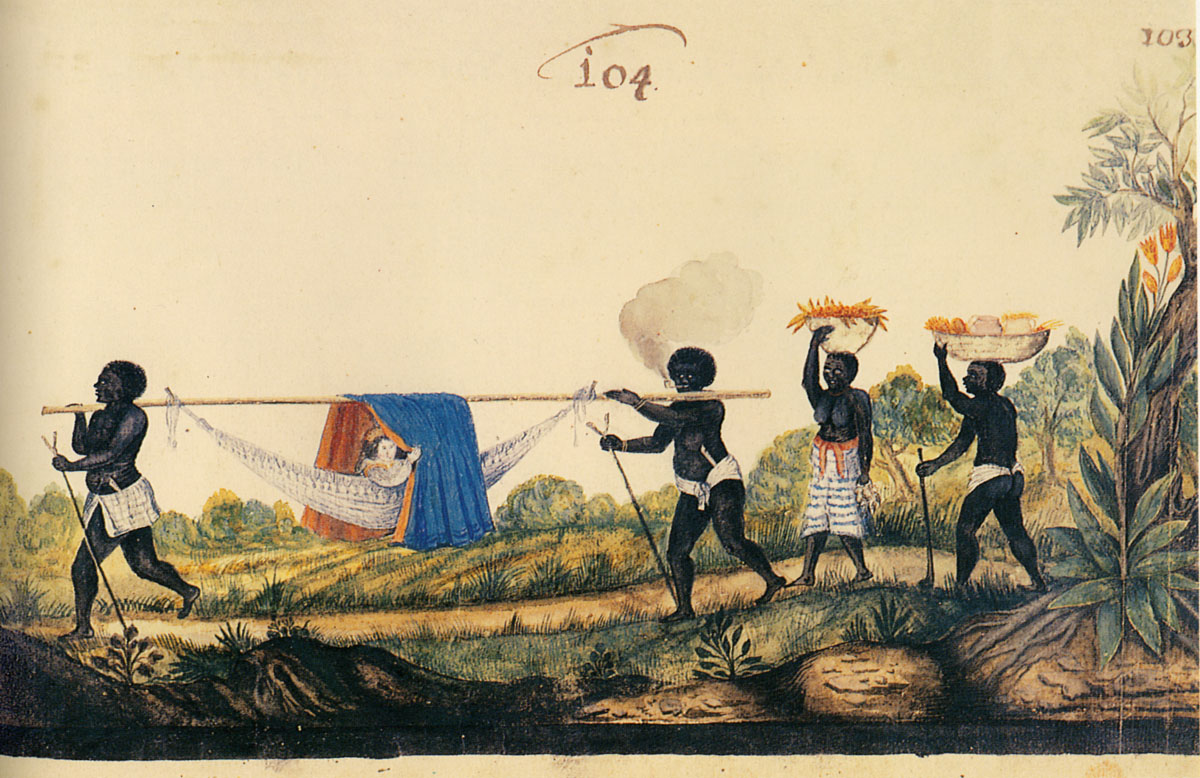
Transport de personnage blanc en hamac couvert par personnages noirs